# Rocky Top
Rocky Top es una de las siete canciones oficiales del estado de Tennessee, EE. UU. Fue escrita en 1967 por el matrimonio Felice y Boudleaux Bryant en tan solo diez minutos.
Esta canción es también el himno de guerra de los voluntarios de la Universidad de Tennessee. Las versiones más conocidas de este himno son las interpretadas por los Osborne Brothers y por  Lynn Anderson. Los Osborne Brothers fueron los primeros en lograr un éxito regional con la canción en 1967; sin embargo, fue la versión de Lynn Anderson la que logró convertirse en un éxito nacional en 1970. 